# Hrabstwo Warren (Illinois)
Hrabstwo Warren – hrabstwo w USA, w stanie Illinois, według spisu z 2000 roku liczba ludności wynosiła 18 731. Siedzibą hrabstwa jest Monmouth.

## Geografia
Według spisu hrabstwo zajmuje powierzchnię 1407 km², z czego 1405 km² stanowią lądy, a 2 km² (0,25%) stanowią wody.

### Miasta
- Monmouth

### Wioski
- Alexis
- Avon
- Kirkwood
- Little York
- Roseville

### Sąsiednie hrabstwa
- Hrabstwo Mercer – północ
- Hrabstwo Knox – wschód
- Hrabstwo Fulton – południowy wschód

Stan Illinois na mapie USA

- Hrabstwo McDonough – południe
- Hrabstwo Henderson – zachód

## Historia
Hrabstwo Warren zostało sformowane w  1825 z Hrabstwa Pike. Z kolei Hrabstwo Henderson zostało utworzone z  zachodniej części hrabstwa Warren w 1841.
Hrabstwo Warren zostało nazwane na cześć Dr. Joseph Warren, zabitego w Bitwie po Bunkier Hill w 1775. Był pierwszym oficerem, który zginął w wojnie o niepodległość Stanów Zjednoczonych.

## Demografia
Według spisu z 2000 roku hrabstwo zamieszkuje 18 735 osób, które tworzą 7166 gospodarstw domowych oraz 4966 rodzin. Gęstość zaludnienia wynosi 13 osób/km². Na terenie hrabstwa jest 7787 budynków mieszkalnych o częstości występowania wynoszącej 6 budynków/km². Hrabstwo zamieszkuje 95,60% ludności białej, 1,59% ludności czarnej, 0,18% rdzennych mieszkańców Ameryki, 0,34% Azjatów, 0,10% mieszkańców Pacyfiku, 1,10% ludności innej rasy oraz 1,10% ludności wywodzącej się z dwóch lub więcej ras, 2,71% ludności to Hiszpanie, Latynosi lub inni.
W hrabstwie znajduje się 7166 gospodarstw domowych, w których 29,80% stanowią dzieci poniżej 18 roku życia mieszkający z rodzicami, 56,50% małżeństwa mieszkające wspólnie, 8,80% stanowią samotne matki oraz 30,70% to osoby nie posiadające rodziny. 26,70% wszystkich gospodarstw domowych składa się z jednej osoby oraz 12,70% żyje samotnie i ma powyżej 65 roku życia. Średnia wielkość gospodarstwa domowego wynosi 2,44 osoby, a rodziny wynosi 2,94 osoby.
Przedział wiekowy populacji hrabstwa kształtuje się następująco: 23,20% osób poniżej 18 roku życia, 12,40% pomiędzy 18 a 24 rokiem życia, 24,50% pomiędzy 25 a 44 rokiem życia, 23,60% pomiędzy 45 a 64 rokiem życia oraz 16,30% osób powyżej 65 roku życia. Średni wiek populacji wynosi 38 lat. Na każde 100 kobiet przypada 93,80 mężczyzn. Na każde 100 kobiet powyżej 18 roku życia przypada 91,10 mężczyzn.
Średni dochód dla gospodarstwa domowego wynosi 36 224 USD, a średni dochód dla rodziny wynosi 42 437 dolarów. Mężczyźni osiągają średni dochód w wysokości 30 365 dolarów, a kobiety 20 453 dolarów. Średni dochód na osobę w hrabstwie wynosi 16 946 dolarów. Około 6,80% rodzin oraz 9,20% ludności żyje poniżej minimum socjalnego, z tego 11,50% poniżej 18 roku życia oraz 7,00% powyżej 65 roku życia.